# Joaquín Navarro-Valls
Joaquín Navarro-Valls (Cartagena, 16 novembre 1936 – Roma, 5 luglio 2017) è stato un giornalista, medico e accademico spagnolo.
È stato direttore della Sala Stampa della Santa Sede dal 1984 al 2006, diventando una delle personalità più note del Vaticano durante il pontificato di papa Giovanni Paolo II.

## Biografia
Ha studiato presso la Deutsche Schule (Scuola Tedesca) della sua città natale, Cartagena; in seguito ha frequentato la facoltà di Medicina e Chirurgia presso le Università di Granada e di Barcellona, laureandosi in quest'ultima summa cum laude nel 1961.
Ha continuato gli studi medici, specializzandosi in Medicina Interna e conseguendo il dottorato di ricerca in Psichiatria con una tesi dal titolo Trastornos psiquiátricos en los traumas craneales. Nel periodo degli studi universitari, ha inoltre ottenuto una borsa di studio dall’Università di Harvard. Successivamente, ha insegnato come assistente alla facoltà di Medicina e Chirurgia dell'Università di Barcellona. Attratto da sempre dal mondo della scrittura e della comunicazione, ha conseguito nel 1968 una seconda laurea in Giornalismo presso l'Università di Navarra, con sede a Pamplona, e una terza laurea in Scienze della Comunicazione nel 1980.
È stato sia corrispondente per Nuestro Tiempo, sia inviato estero per il quotidiano di Madrid ABC. È stato eletto membro del consiglio d'amministrazione (1979) e successivamente presidente dell'Associazione stampa estera in Italia (1983 e 1984).
Dal 1996 al 2001, è stato presidente del consiglio d'amministrazione della Fondazione Maruzza Lefebvre D'Ovidio Onlus per malati terminali di cancro.
Grazie al suo lavoro presso la Santa Sede ha presenziato alle conferenze internazionali delle Nazioni Unite al Cairo (1994), a Copenaghen (1995), a Pechino (1995), e ad Istanbul (1996) in qualità di membro della delegazione della Santa Sede. Grazie al suo lavoro in ambito medico e giornalistico, è stato ospite in diverse conferenze di psichiatria e comunicazione a livello nazionale e internazionale. Dal 1996 è stato professore visitante presso la Facoltà di Comunicazione Istituzionale della Pontificia Università della Santa Croce a Roma.
È stato il trait-d'union con la stampa per gran parte del pontificato di Giovanni Paolo II. Ha svolto un ruolo fondamentale negli ultimi sei mesi del pontificato, quando la sua competenza di medico si è rivelata importante per comunicare alla stampa le condizioni di salute del papa.
Con l'elezione del cardinale Joseph Ratzinger, divenuto papa Benedetto XVI, e con l'approvazione del nuovo pontefice Navarro-Valls ha continuato il suo lavoro per un altro anno, dopo il quale ha chiesto a Benedetto XVI di essere sollevato dal suo incarico: dopo aver rassegnato le dimissioni, l'11 luglio 2006 il papa ha nominato come suo successore il presbitero gesuita Federico Lombardi. In seguito, ha collaborato con il quotidiano la Repubblica.
Nel 2007 diventa presidente dell'Advisory Board dell'Università Campus Bio-Medico di Roma, e nel 2009 presidente della Fondazione Telecom Italia.
È stato un membro laico della prelatura personale dell'Opus Dei. Il suo impegno nella Prelatura risale agli anni 50 ma negli anni 1970-75, si trasferisce a Roma vivendo nella sede Romana dell'Opus Dei dove viveva con monsignor Josemaría Escrivá, il fondatore dell'Opus Dei.
Come numerario dell'Opus Dei, ha preso l'impegno di vivere il celibato. Quando un giornalista gli ha domandato del suo voto ha risposto: «La castità è un voto che riguarda i religiosi. Invece la mia è una scelta di vita e di comportamento. In ogni caso... non è stato difficile. Nella vita ogni scelta comporta la necessità di lasciarsi dietro qualcosa: ogni volta che si dice di sì a qualcosa si sta dicendo anche di no a tante altre. Quelli che vogliono tutto finiscono col non sposare mai una vera idea, rimanendo alla fine sterili».
È morto all'età di 80 anni il 5 luglio 2017 a Roma, a causa di un tumore al pancreas, ed è stato sepolto nel cimitero Flaminio.

## Riconoscimenti
- Laurea Honoris Causa in Scienze della Comunicazione, Valencia, Spagna (2005)
- Laurea Honoris Causa in Scienze della Comunicazione, Napoli, Italia (2006)
- Laurea Honoris Causa in Scienze della Comunicazione, Varese, Italia (2006)
- Laurea Honoris Causa in Giurisprudenza, Murcia, Spagna (2006)
- Laurea Honoris Causa in Lettere Umane, Virginia, USA (2007)
- Laurea Honoris Causa in Scienze della Comunicazione, Barcellona (2008)
- Laurea Honoris Causa in Scienze, New York (2010)
- Laurea Honoris Causa in Scienze della Comunicazione, Santiago del Cile (2012)

## Opere
- La Manipulación publicitaria. Barcellona (1970)
- La familia y el mundo actual. Barcellona (1976)
- La familia y la educación. Caracas (1978)
- Fumata blanca. Ediciones Rialp, Madrid (1978), ISBN 8432119695
- A passo d'uomo. Mondadori, Milano (2009)
- Recuerdos y reflexiones. Random House Mondadori, Madrid 2010;
- La passion de l'homme: Souvenirs, rencontres et réflexions entre histoire et actualité. Parole et Silence, Paris 2010;
- Rzecznik Krok w krok za Janem Pawlem II. Fronda, Warszawa 2011;
- Begegnungen und Dankbarkeit. Aachen Mm Verlag, 2011
- Mis años con Juan Pablo II, 2023, ISBN 978-8467069211 (memorie postume).